# Педерин
Педерин — животный яд небелковой природы. Действующее начало гемолимфы жуков синекрылов (Staphylinidae).

## Физико-химические свойства
Кристаллы с температурой плавления 112 С, мало растворимые в воде, растворимые в бензоле, метаноле, этаноле.

## Токсичность
Подобно кантаридину обладает кожно-нарывным действием, вызывая папулезный дерматит, поражающий глубокие слои кожи без обильного выделения серозной жидкости. Дерматит выражен в первые сутки и стихает через 3—4 дня. При попадании педерина в глаза возможны конъюнктивиты, блефарит. Педерин способен блокировать синтез белка в цитоплазме эукариот. Пищевые отравления педерином приводят к развитию энтеритов (часто наблюдается у жителей Маршалловых островов при употреблении инфицированного синекрылами пальмового вина, также отмечались случаи в Нижнем Поволжье, Алжире и Бразилии). Почки поражаются в меньшей степени, чем при отравлении кантаридином.